# RTV BN
RTV BN (chữ Kirin: PTB БH) là một công ty phát thanh-truyền hình Bosnia có trụ sở tại Bijeljina. Công ty được thành lập vào ngày 5 tháng 5 năm 1998. RTV BN hiện là kênh truyền hình được đánh giá cao nhất ở Srpska của Bosna và Hercegovina. RTV BN có hơn 120 nhân viên với các phóng viên tin tức ở BiH, Beograd, Luân Đôn và Viên, cũng như các thành phố khác. RTV BN hiện có sẵn ở châu Âu, Bắc Mỹ (Hoa Kỳ và Canada), Úc và New Zealand thông qua vệ tinh.

## Tổ chức
- BN Televizija là kênh truyền hình 24/24 với các chương trình tin tức, chính trị và giải trí. Chương trình tin tức chính, "Dnevnik 2" là chương trình tin tức được đánh giá cao nhất ở Cộng hòa Srpska.
- BN Music là một kênh truyền hình cáp đặc biệt phát sóng các chương trình ca nhạc và nhạc turbo-folk từ BN Radio. Kênh này có sẵn thông qua các hệ thống cáp trên khắp Nam Tư cũ, thông qua nền tảng IPTV vệ tinh và độc quyền cung cấp một "gói BN" đặc biệt. Kênh này có các chương trình đặc biệt dành cho các thành viên của cộng đồng người Bosna và Serbia sống ở các nước EU.
- BN Radio chủ yếu phát sóng tin tức, chương trình trò chuyện trực tiếp phổ biến và nhạc turbo-folk. BN Radio được phát miễn phí trên internet và có sẵn thông qua các nền tảng vệ tinh và IPTV.
- BN Music là một hãng thu âm và công ty phân phối truyền thông có trụ sở tại Bijeljina, Bosna và Hercegovina.

## Liên kết ngoại
- Website chính thức